# Liste der Monuments historiques in Anglure
Die Liste der Monuments historiques in Anglure führt die Monuments historiques in der französischen Gemeinde Anglure auf.

## Liste der Immobilien
| Bezeichnung       | Beschreibung                    | Standort              | Kennzeichnung | Schutzstatus   | Datum | Bild           |
| ----------------- | ------------------------------- | --------------------- | ------------- | -------------- | ----- | -------------- |
| Kirche St-Antoine | vom Anfang des 16. Jahrhunderts | Rue de Sezanne (Lage) | PA00078568    | Classé Inscrit | 1946  | weitere Bilder |

## Liste der Objekte
| Bezeichnung                         | Beschreibung                                                                   | Standort                        | Kennzeichnung | Schutzstatus | Datum | Bild |
| ----------------------------------- | ------------------------------------------------------------------------------ | ------------------------------- | ------------- | ------------ | ----- | ---- |
| Skulptur Heiliger Antonius          | Stein, farbig gefasst, 16. Jahrhundert                                         | in der Kirche St-Antoine (Lage) | PM51000013    | Classé       | 1975  |      |
| Wandvertäfelung des Chorraums       | Holz, 18. Jahrhundert; aus dem Kloster Macheret bei Saint-Just-Sauvage         | in der Kirche St-Antoine (Lage) | PM51000015    | Classé       | 1976  |      |
| Hauptaltar                          | Altartisch und Tabernakel; Holz, farbig gefasst und vergoldet, 18. Jahrhundert | in der Kirche St-Antoine (Lage) | PM51000014    | Classé       | 1976  |      |
| Skulptur Heiliger Sulpicius Severus | Stein, farbig gefasst, 16. Jahrhundert                                         | in der Kirche St-Antoine (Lage) | PM51000012    | Classé       | 1975  |      |
| Skulptur Madonna mit Kind (1)       | Holz, 18. Jahrhundert                                                          | in der Kirche St-Antoine (Lage) | PM51000010    | Classé       | 1907  |      |
| Skulptur Madonna mit Kind (2)       | Holz, farbig gefasst, 15. Jahrhundert                                          | in der Kirche St-Antoine (Lage) | PM51000011    | Classé       | 1908  |      |